# Operacija Mongoose
Operacija Mongoose (španjolski: Operación Mangosta), poznat kao Kubanski projekt, bila je tajna operacija CIA-je razvijena tijekom prve godine mandata predsjednika Johna F. Kennedyja. Kennedy je 30. studenog 1961. godine odobrio seriju agresivnih tajnih operacija protiv režima Fidela Castra na Kubi. Operaciju je predvodio Edward Lansdale, general Američkog ratnog zrakoplovstva, a službeno je započela nakon neuspjele invazije u Zaljevu svinja. 
Kubanski projekt je bilo tajni program protiv komunističke vladavine na Kubi, a za cilj je imala rušenje Castrov režim; povjesničar s Harvarda Jorge Domínguez izjavio je kako je svrgavanje komunističkog režima na Kubi bio primarni fokus Kennedyjeve administracije. Jedan od dokumenata Državnog tajništva Sjedinjenih Država otkrio je kako je operacija doista imala za cilj "pomoći Kubi u svrgavanju komunističkog režima", uključujući i Fidela Castra, i "organizirati pobunu na Kubi do listopada 1962." Američki političari su htjeli "novu vladu, s kojom bi Sjedinjene Države živjele u miru". Među brojnim planovima bili su i neuspjeli pokušaji atentata na Fidela Castra.
Operacija Mongoose se, kao i ranija invazija u Zaljevu svinja, pokazala neuspješnom i još jednom krahom američke vanjske politike prema Kubi. Operacija, koja je od 1961. do 1975. godine bila tajna, imala je, prema Noamu Chomskom, proračun od $50,000,000 godišnje te je zapošljavala oko 2,500 ljudi, među kojima 500 Amerikanaca. Akcija je javnosti otkrivena djelomično od strane Churchove komisije, a djelomično od strane istraživačkih novinara. Chomsky je tijekom 1989. godine spekulirao kako operacija službeno možda još uvijek traje, međutim ne postoje jasni dokazi u prilog te teze.

## Vanjske poveznice
- Operation Mongoose: The Cuba Project, Cuban History Archive, 20. veljače 1962.
- The Cuban Missile Crisis, 1962, The National Security Archive.
- Meeting with the Attorney General of the United States Concerning Cuba, CIA minutes, 19. siječnja 1962.
- Justification for US Military Intervention in Cuba, Joint Chiefs of Staff, 13. ožujka 1962.
- Minutes of Meeting of the Special Group on Operation Mongoose, 4. listopada 1962.
- CIA Inspector General's Report on Plots to Assassinate Fidel Castro, CIA Historical Review Program, 23. svibnja 1967. (HTML version  Arhivirana inačica izvorne stranice od 8. lipnja 2005. (Wayback Machine))